# Pierre Fauchard
Pierre Fauchard (Bretagna, 1678 – Parigi, 21 marzo 1761) è stato un odontoiatra francese, considerato il padre dell'odontoiatria moderna.

## Biografia
La sua vita è per molti aspetti ancora misteriosa, ma possiamo supporre che fosse nato nel 1678 in Bretagna, poiché al momento della sua morte aveva 83 anni.
Inizialmente fu specialista in malattie dentarie dal 1708, poi divenne chirurgo nel 1711 (o 1712).
Aprì uno studio odontoiatrico nel VI arrondissement di Parigi, nel 1718, dopo anni di viaggi per la Francia in cerca di clienti.
Morì il 21 marzo 1761, a Parigi.

## Le Chirurgien dentiste
L'opera maggiore di Fauchard fu Il chirurgo dentista (titolo completo: Le Chirurgien dentiste ou Traité des dents, in italiano Il Chirurgo dentista o Trattato dei denti), pubblicata nel 1728 e considerata una pietra miliare dell'odontoiatria. La traduzione italiana risale al 2012 ed è stata edita dalla ANDI (Associazione Nazionale Dentisti Italiani).
È divisa in tre parti ben distinte tra loro:
- La prima riguarda l'anatomia dentaria.
- La seconda riguarda i trattamenti odontoiatrici dell'epoca.
- La terza riguarda gli strumenti odontoiatrici dell'epoca, qui rappresentati.

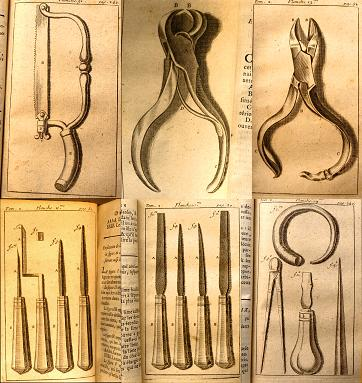